# چیورنایا رچکا
چیورنایا رچکا (به لاتین: Chyornaya Rechka) یک رود در روسیه است که در سن پترزبورگ واقع شده‌است.